# Sagging

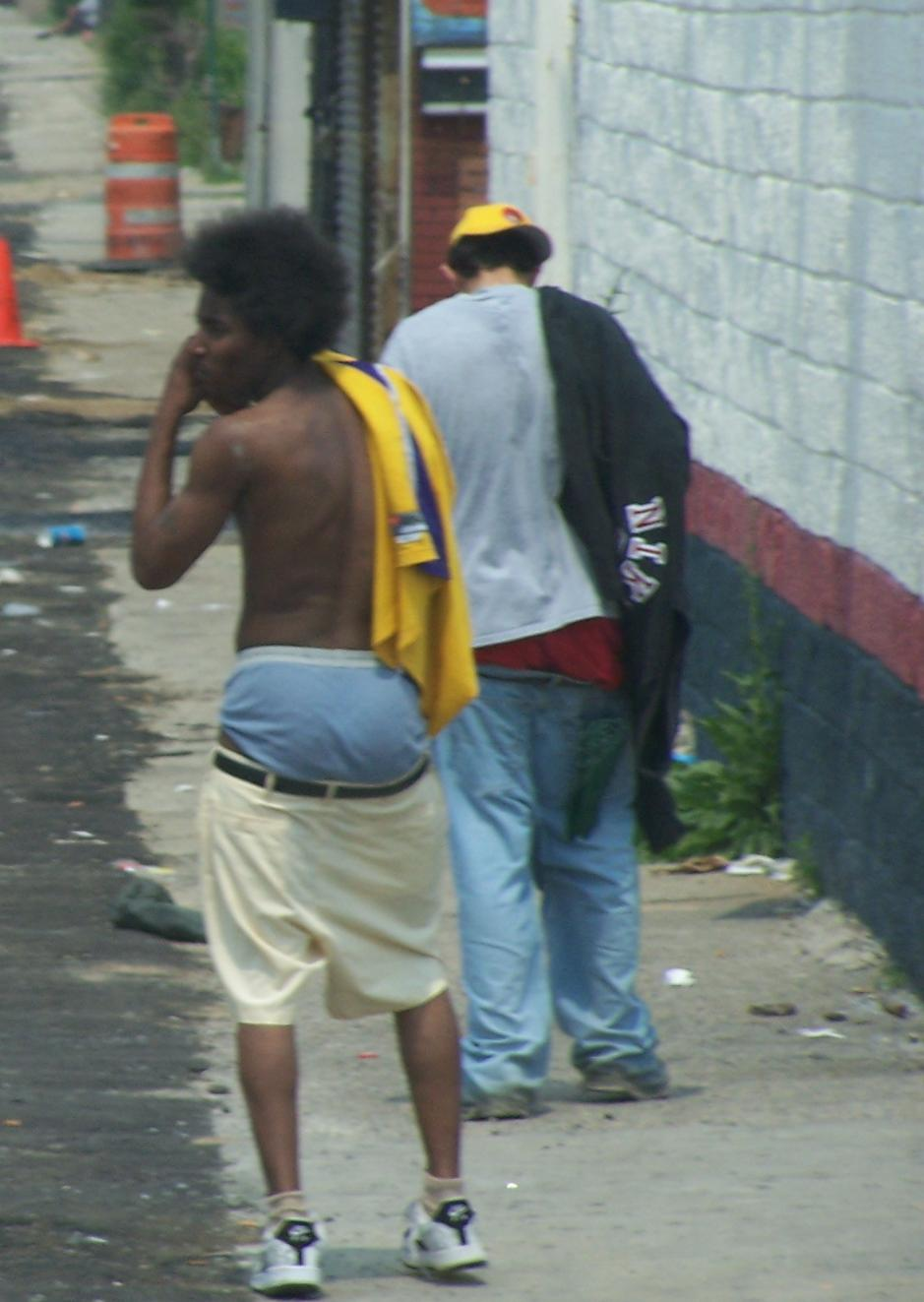
Dwóch saggerów z Detroit w 2007 roku

Sagging – sposób noszenia spodni, które zwisają tak, że górna część spodni znajduje się znacznie poniżej talii, czasami odsłaniając większą część majtek. Osoba nosząca obwisłe spodnie jest czasami nazywana „saggerem”, a w niektórych krajach praktyka ta jest znana jako „low-riding”.

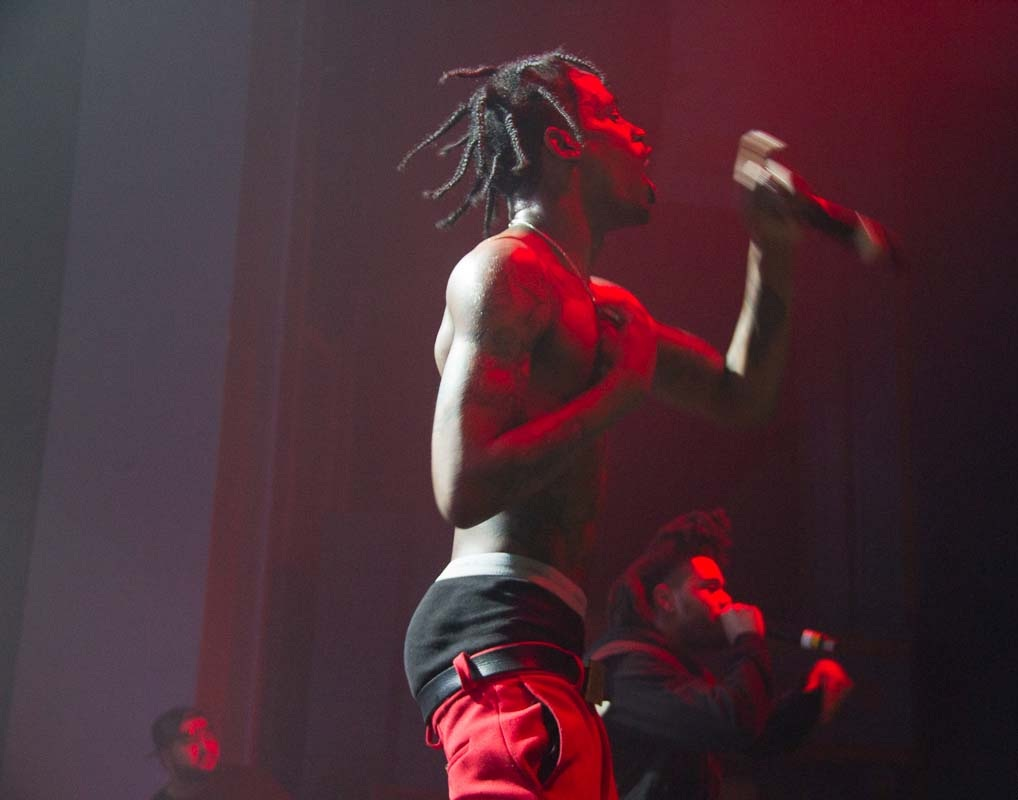
raper Travis Scott podczas występu

## Pochodzenie
Styl takiego noszenia spodni został spopularyzowany przez skaterów i muzyków hip-hopowych w latach 90. Stał się później symbolem wolności i świadomości kulturowej wśród niektórych młodych ludzi lub symbolem odrzucenia przez nich wartości głównego nurtu społeczeństwa.
Często twierdzi się, że styl wywodzi się z więzień Stanów Zjednoczonych.